# Životnost
Životnost je vlastnost předmětu, která označuje, jak dlouho si předmět udrží své původní, nebo téměř původní vlastnosti (kromě vlastní provozuschopnosti např. též výkonnostní charakteristiky a spolehlivost, v některých případech i užitkové vlastnosti esteticko-vzhledové či hygienické – např. hlučnost).
Životnost se měří většinou na čas, nebo na opakování. Časově se měří například spotřebiče, kde rychlovarná konvice může mít životnost 5 let. Z takové informace víme, že pokud si takovou konvici koupíme, měla by vydržet přibližně 5 let se stejnými vlastnostmi (rychlost vaření, ...). Na opakování se měří například nabíjecí baterie, kde výrobce udává, kolikrát baterie můžeme nabít, aby si uchovaly své vlastnosti.
Délka životnosti je ovlivněna nejen při výrobě (plánované zastarávání, výrobní technologie a další atributy výrobce jako např. systém kontroly a jakosti, úroveň výrobních prostředků i pracovníků), ale významně ji ovlivňuje způsob používání produktu (pracovní zatěžování, okolní prostředí apod.). Proto se u sledovaných zařízení (např. v jaderné energetice) monitoruje zatěžování a průběžně sleduje čerpání předpokládané životnosti, aby mohla být včas naplánována výměna.